# Яркульский сельсовет (Усть-Таркский район)
Яркульский сельсовет — сельское поселение в Усть-Таркском районе Новосибирской области Российской Федерации.
Административный центр — село Яркуль.

## История
Статус и границы сельского поселения установлены Законом Новосибирской области от 2 июня 2004 года № 200-ОЗ «О статусе и границах муниципальных образований Новосибирской области»

## Население
| 2002 | 2010 | 2012 | 2013 | 2014 | 2015 | 2016 |
| ---- | ---- | ---- | ---- | ---- | ---- | ---- |
| 712  | ↘558 | ↗578 | ↘574 | ↘550 | ↗567 | ↘565 |
| 2017 | 2018 | 2019 | 2020 | 2021 |      |      |
| ↘552 | ↘551 | ↘533 | ↘512 | ↘508 |      |      |

## Состав сельского поселения
| № | Населённый пункт | Тип населённого пункта       | Население |
| - | ---------------- | ---------------------------- | --------- |
| 1 | Воробьёво        | деревня                      | ↘72       |
| 2 | Мартыново        | село                         | ↘85       |
| 3 | Яркуль           | село, административный центр | ↗401      |